# Inga sessilis
Inga sessilis är en ärtväxtart som först beskrevs av Vell., och fick sitt nu gällande namn av Carl Friedrich Philipp von Martius. Inga sessilis ingår i släktet Inga och familjen ärtväxter. Inga underarter finns listade i Catalogue of Life.